# Immakulata-Kapelle
Koordinaten: 50° 47′ 5,8″ N, 7° 4′ 55,6″ O

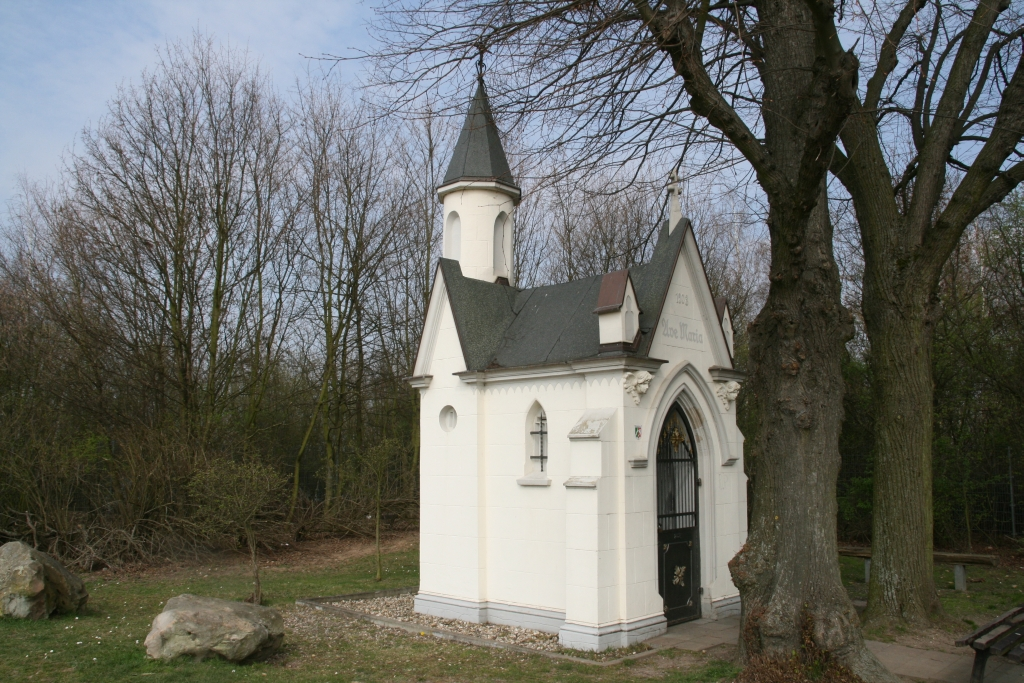
Immakulata-Kapelle Troisdorf

Die Immakulata-Kapelle ist eine Feldkapelle, die zwischen Niederkassel-Mondorf und Troisdorf-Bergheim steht und der Maria Immakulata geweiht ist.
Die Kapelle wurde 1903 von dem Eitorfer Buchdrucker und Zeitungsverleger Everhard Pohl (* 1845 in Mondorf, + 19.10. 1914 in Eitorf) zum Andenken an seine verstorbenen Eltern, Gottfried und Christina Pohl, gestiftet.
Das Gebäude wurde vom Schwager des Stifters, dem Bauunternehmer Wilhelm Heuser errichtet, dessen Nachkommen notariell zur Instandhaltung der Kapelle verpflichtet sind. Die Einweihung erfolgte 1910.
Die Kapelle steht als Baudenkmal unter Denkmalschutz.